# Francisco Solabarrieta
Francisco María Solabarrieta Arcocha (Ondárroa, Vizcaya, 9 de noviembre de 1940-Ondárroa, Vizcaya, 29 de julio de 2025) fue un futbolista español que jugaba como delantero.

## Carrera deportiva
Solabarrieta defendió la camiseta del Real Gijón durante seis temporadas, entre 1963 y 1969, en las que disputó 121 partidos oficiales logrando 83 goles. En la temporada 1966/67, se proclamó máximo goleador de la Segunda División con 22 goles.
Además, desarrolló su carrera en el Aurrera KE, el Mutriku FT, la SD Eibar, el CA Osasuna y el CD Tudelano. 

## Clubes
| Club          | País   | Año       |
| ------------- | ------ | --------- |
| S. D. Eibar   | España | 1961-1962 |
| Real Gijón    | España | 1963-1969 |
| C. A. Osasuna | España | 1969-1970 |